# Centre de recherches internationales
El Centre de recherches internationales (CERI) o «Centre d'études de relations internationales» fins al 2015, és un centre francès d'investigació comú a la Universitat Sciences Po i el Centre Nacional de la Recerca Científica. Va ser creat el 1952 dins el marc de la Fondation Nationale des Sciences Politiques, per l'historiador de la diplomàcia Jean-Baptiste Duroselle i per Jean Meyriat, un dels pioners de les Ciències de la Informació i Comunicació a França.
La seva seu és a París i es dedica a l'estudi, a escala mundial, de relacions internacionals i transnacionals, com les interaccions polítiques, socials, culturals, econòmiques, estatals i no estatals, i de les àrees regionals investigant esdeveniments polítics i socials a països o regions del món.
Difon col·leccions de llibres en col·laboració amb editors internacionals com Fayard, «Grands enjeux internationaux», Palgrave Macmillan «International Relations and Political Economy», o l'Oxford University Press, «Comparative Politics and International Studies». També edita sèries de llibres, papers i articles científics d'investigació o publicacions electròniques com Ceriscope o la Online Encyclopedia of Mass Violence, entre d'altres.